# إدارة الشرطة العسكرية (مصر)
إدارة الشرطة العسكرية المصرية هي إحدى إدارات وزارة الدفاع المصرية وتمثل كيان الشرطة العسكرية داخل القوات المسلحة المصرية. تم تشكيل الإدارة في عام 1936، تحت اسم البوليس الحربي تحت قيادة اليوزباشي يوسف صديق مروراً بعام 1958، حينما تغير اسمها إلي الشرطة العسكرية، حتى وقتنا الحاضر. الإدارة هي المسئولة عن الحفاظ على الانضباط العسكري والسيطرة على جميع التحركات سلمًا وحرباً، وتحقيق الأمن الجنائي داخل القوات المسلحة والمشاركة في تأمين المجتمع، ومعاونة أجهزة الدولة وتقديم الخدمات المتميزة لأبناء القوات المسلحة وعائلاتهم بأسلوب حضاري. وتختص بعمليات التأمين والسيطرة على تحركات القوات وتأمين دفعها على جميع المحاور.

## مهام الإدارة
- الحفاظ على الانضباط العسكري والسيطرة على جميع التحركات سلمًا وحرباً
- تحقيق الأمن الجنائي داخل القوات المسلحة والمشاركة في تأمين المجتمع
- معاونة أجهزة الدولة وتقديم الخدمات المتميزة لأبناء القوات المسلحة وعائلاتهم بأسلوب حضارى
- التأمين والسيطرة على تحركات القوات وتأمين دفعها على جميع المحاور
- الاشتباك مع الأهداف غير النمطية بالرماية من مختلف أوضاع الرمى من الحركة والثبات والتي تعد إحدى وسائل تنفيذ رجال الشرطة العسكرية لمهامهم

## الجهات التابعة
- وحدة حرس الشرف.[2]

## مديري الإدارة
- لواء أركان حرب / إبراهيم المرسي.[3]
- لواء أركان حرب / محمد رجب.[4][5]
- لواء أركان حرب / أحمد رشاد دنيا.[بحاجة لمصدر]
- لواء أركان حرب / حسام علي خضر.[6]
- لواء أركان حرب / محمود العيدروس.[7]
- لواء أركان حرب / أيمن شحاتة.[8]
- لواء أركان حرب / عبد المجيد صقر.[9]
- لواء أركان حرب / جمال شحاتة.[10]
- لواء أركان حرب / إبراهيم الدماطي.[11]
- لواء أركان حرب / حمدي بدين.[12]
- لواء أركان حرب / عبد الفتاح حرحور.[13]
- لواء أركان حرب / أحمد عبد الهادي صادق.[14]
- لواء أركان حرب / أحمد العوضي.[15]
- لواء اركان حرب /محمد الغباري.[بحاجة لمصدر]
- لواء أركان حرب / صالح الحسيني.[16]
- لواء أركان حرب / زكي عبد الغني.[17]
- لواء أركان حرب / خيري محمود حسين.[18]
- لواء أركان حرب / محمد يسري الشامي.[19]
- لواء أركان حرب / نور الدين عفيفي.[20]:335
- لواء أركان حرب / علي حفظي.[21]
- لواء أركان حرب / عمر نجم.[22]
- يوزباشي «نقيب» / يوسف صديق.[23]

## معرض صور

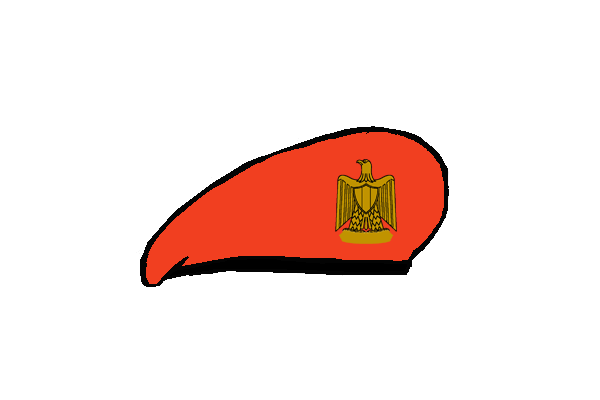
البيريه الأحمر المميز للشرطة العسكرية
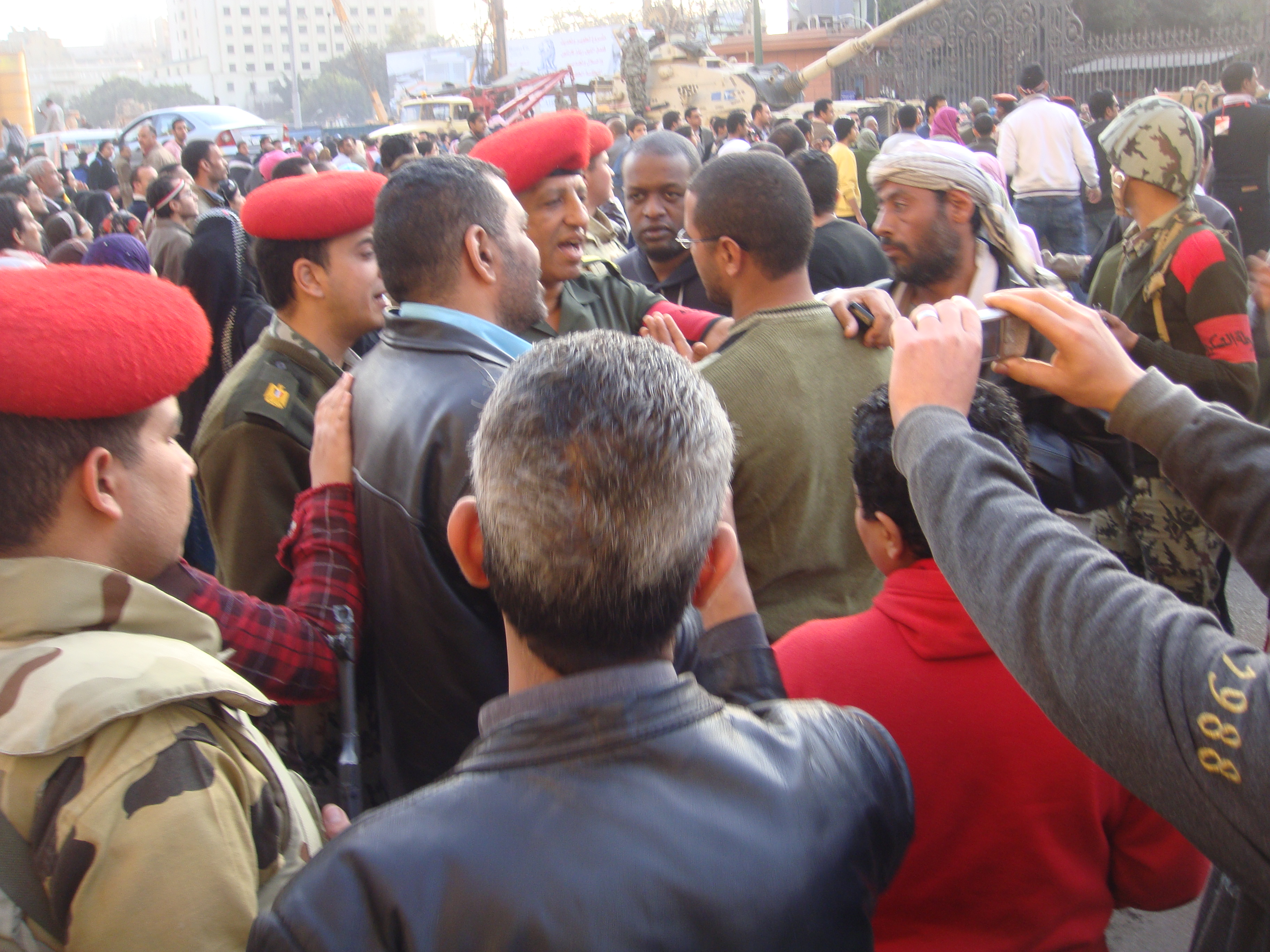
مجموعة من أفراد الشرطة العسكرية في أحد شوارع القاهرة عقب تنحي الرئيس الأسبق حسني مبارك